# Robert Cambert
Robert Cambert (ur. ok. 1627 w Paryżu, zm. luty lub marzec 1677 w Londynie) – francuski kompozytor.

## Życiorys
Uczeń Chambonnièresa. W latach 1652–1673 był organistą w kościele Saint-Honoré w Paryżu. W 1662 roku objął funkcję compositeur de la musique na dworze królowej wdowy Anny Austriaczki. Od lat 50. XVII wieku tworzył dzieła sceniczne we współpracy z Pierre’em Perrinem. Pierwszym owocem ich współpracy był dramat pastoralny La pastorale, wystawiony w 1659 roku w rezydencji Monsieur de la Haye w Issy. W 1669 roku Perrin otrzymał od króla patent na założenie Académie d’Opéra, upoważniający do wystawiania oper w języku francuskim w Paryżu i reszcie kraju. Kres wspólnym sukcesom Camberta i Perrina przyniósł 1672 rok, kiedy to królewski patent został przekazany Jeanowi-Baptiste Lully’emu.
W 1673 roku Cambert wyjechał do Anglii, gdzie podjął służbę na dworze króla Karola II. Rok później wraz ze swoim uczniem Louisem Grabu założył Royal Academy of Musick.

## Twórczość
Odegrał historyczną rolę w rozwoju opery francuskiej. Wyprowadził francuską muzykę sceniczną z kręgu baletu nadwornego i komedii baletowej. Czerpiąc z wzorców włoskich wprowadził recytatyw, oddający stan psychiczny bohatera. Jego Pomona (wyst. 1671) uważana jest za pierwszą pełnoprawną operę francuską. Utwory Camberta zachowały się tylko fragmentarycznie.
Skomponował 3-głosową elegię La muette ingrate (1658, zaginiona), dramat pastoralny w 5 aktach La pastorale do tekstu Pierre’a Perrina (wyst. Issy 1659, zaginiony), operę w 5 aktach Ariane ou La mariage de Bacchus do tekstu Pierre’a Perrina (1659, nie wystawiona, zaginiona), dramat pastoralny w 5 aktach Pomone do tekstu Pierre’a Perrina (wyst. Paryż 1671, zachowana uwertura, prolog, I akt i część aktu II), dramat pastoralny w 5 aktach Les peines et les plaisirs de l’amour do tekstu Gabriela Gilberta (wyst. Paryż 1671, zachowana uwertura, prolog i część I aktu), Ballet et musique pour le divertissemet du roy de la Grande-Bretagne wspólnie z Louisem Grabu (wyst. Windsor 1674, zaginione), ponadto zbiór 2- i 3-głosowych Airs à boire (Paryż 1665) i Trio-bouffe de Cariselli na 3 głosy żeńskie do Le jaloux invisible Brécourta (wyst. Paryż 1666).